# Jestřebí (ort i Tjeckien, Olomouc)
Jestřebí är en ort i Tjeckien.   Den ligger i regionen Olomouc, i den östra delen av landet, 180 km öster om huvudstaden Prag. Jestřebí ligger 373 meter över havet och antalet invånare är 583.
Terrängen runt Jestřebí är kuperad åt nordväst, men åt sydost är den platt. Terrängen runt Jestřebí sluttar österut.Runt Jestřebí är det ganska tätbefolkat, med 134 invånare per kvadratkilometer. Närmaste större samhälle är Zábřeh, 3,4 km norr om Jestřebí. Trakten runt Jestřebí består till största delen av jordbruksmark.